# Hedysarum pulchrum
Hedysarum pulchrum är en ärtväxtart som beskrevs av Ennafa Vasil'evna Nikitina. Hedysarum pulchrum ingår i släktet buskväpplingar, och familjen ärtväxter. Inga underarter finns listade i Catalogue of Life.